# Municipio de Silver Creek (condado de Mills)
El municipio de Silver Creek (en inglés: Silver Creek Township) es un municipio ubicado en el condado de Mills en el estado estadounidense de Iowa. En el año 2010 tenía una población de 259 habitantes y una densidad poblacional de 6,04 personas por km².

## Geografía
El municipio de Silver Creek se encuentra ubicado en las coordenadas 41°1′55″N 95°35′7″O / 41.03194, -95.58528. Según la Oficina del Censo de los Estados Unidos, el municipio tiene una superficie total de 42.85 km², de la cual 42,85 km² corresponden a tierra firme y (0 %) 0 km² es agua.

## Demografía
Según el censo de 2010, había 259 personas residiendo en el municipio de Silver Creek. La densidad de población era de 6,04 hab./km². De los 259 habitantes, el municipio de Silver Creek estaba compuesto por el 100 % blancos. Del total de la población el 0 % eran hispanos o latinos de cualquier raza.